# Odense Q
L'Odense Q è una società calcistica femminile con sede a Odense, Danimarca, che per la stagione 2020-2021 disputa la 1. division, secondo livello del campionato danese femminile di calcio.

## Storia
Il club trae origine dalla sezione femminile dell'Odense Boldklub, promossa nella massima divisione per la prima volta nel 1989. Dopo aver perso con un secco 5-1 la finale di Coppa di Danimarca 1995 da parte delle avversarie del Fortuna Hjørring, la squadra ebbe occasione di ottenere la rivincita nell'edizione 1998, battendo il Fortuna in finale ed aggiudicandosi la prima vittoria di Coppa. L'Odense riuscì a vincere la Coppa anche nella successiva edizione 1999, 2-1 sul FB (Frederiksberg), e nel 2003, ai supplementari, 4-3 sul Skovbakken. Nel frattempo vinse la Elitedivisionen al termine delle stagioni 1999-2000 e 2000-2001.
A causa della mancanza di sostegno da parte dell'Odense Boldklub, per la stagione 2016-2017 il team decise di separarsi per formare una squadra di calcio femminile indipendente, iscrivendosi al campionato come Odense Q. Nell'occasione venne creato un nuovo logo ispirandosi alla favola di Hans Christian Andersen Il brutto anatroccolo.

## Palmarès
(Come Odense)
- Campionato danese: 2

1999-2000, 2000-2001
- Coppa di Danimarca: 3

1997-1998, 1998-1999, 2002-2003

## Statistiche

### Risultati nelle competizioni UEFA
| Stagione | Competizione     | Fase                         | Avversario         | Risultato | Risultato | Risultato |
| Stagione | Competizione     | Fase                         | Avversario         | andata    | ritorno   | aggregato |
| -------- | ---------------- | ---------------------------- | ------------------ | --------- | --------- | --------- |
| 2001-02  | UEFA Women's Cup | fase a gironi, secondo turno | Gatões F.C.        | 3-0       | 3-0       | 3-0       |
| 2001-02  | UEFA Women's Cup | fase a gironi, secondo turno | Progrès Niedercorn | 13-0      | 13-0      | 13-0      |
| 2001-02  | UEFA Women's Cup | fase a gironi, secondo turno | Mašinac Niš        | 3-1       | 3-1       | 3-1       |
| 2001-02  | UEFA Women's Cup | quarti di finale             | 1. FFC Francoforte | 0-3       | 1-2       | 1-5       |

## Organico

### Rosa 2016-2017
Rosa e numeri come da sito ufficiale.
| N. |                      | Ruolo | Calciatrice                      |
| -- | -------------------- | ----- | -------------------------------- |
| 1  | Danimarca (bandiera) | P     | Camilla Marie Simonsen           |
| 2  | Danimarca (bandiera) | D     | Maria Møller Thomsen             |
| 3  | Danimarca (bandiera) | D     | Maja Ring Kildemoes              |
| 4  | Danimarca (bandiera) | C     | Line Munk Nielsen                |
| 5  | Danimarca (bandiera) | D     | Line Kudsk                       |
| 6  | Danimarca (bandiera) | D     | Sofie Maagaard Karsberg-Petersen |
| 7  | Danimarca (bandiera) | C     | Tenna Kappel Bendtsen            |
| 8  | Danimarca (bandiera) | C     | Mathilde Jessen                  |
| 9  | Islanda (bandiera)   | A     | Dagbjört Agnarsdóttir            |
| 10 | Danimarca (bandiera) | A     | Sofie Skallerup                  |

| N. |                      | Ruolo | Calciatrice                  |
| -- | -------------------- | ----- | ---------------------------- |
| 11 | Danimarca (bandiera) | C     | Marie Maj Madsen             |
| 12 | Danimarca (bandiera) | A     | Michelle Hartwig Sundahl     |
| 14 | Danimarca (bandiera) | A     | Anna-Sofie Rosholm           |
| 15 | Danimarca (bandiera) | A     | Emilie Henriksen             |
| 16 | Danimarca (bandiera) | D     | Jaara Cohen                  |
| 17 | Danimarca (bandiera) | D     | Annika Overby Hansen         |
| 18 | Danimarca (bandiera) | C     | Signe Boskov Madsen          |
| 19 | Danimarca (bandiera) | A     | Britta Overgaard Brink Olsen |
| 22 | Danimarca (bandiera) | D     | Line Lindberg Jakobsen       |
| —  | Danimarca (bandiera) | A     | Michele Juul Hannibaldsen    |